# Cro Man
Pour plus de détails, voir Fiche technique et Distribution.
Cro Man (Early Man) est un film d'animation en volume franco-britannique réalisé par Nick Park, sorti en 2018.
Le film se déroule durant la Préhistoire. Quand les dinosaures et les mammouths parcouraient encore la terre, un homme des cavernes courageux, Doug, et son meilleur ami Hognob (Crochon en français) s’unissent pour sauver leur tribu d’un puissant ennemi.

## Synopsis
En 2 millions avant J.-C., pendant l'ère du Néopléistocène, un astéroïde entre en collision avec la Terre « près de Manchester », provoquant l'extinction des dinosaures, mais épargnant une tribu d'hommes des cavernes vivant à proximité du site d'impact. Trouvant un fragment presque sphérique de l'astéroïde, les hommes des cavernes commencent à le faire rouler avec leurs pieds parce qu'il est trop chaud pour être tenu, inventant ainsi le football. « Plusieurs époques » plus tard, à l'âge de pierre, le site de l'impact est devenu une vallée verdoyante habitée par une tribu d'hommes des cavernes, dont Dug et son sanglier de compagnie, Hognob. Un jour, Dug suggère au chef Bobnar d'essayer de chasser des mammouths au lieu des lapins qu'ils attrapent habituellement, mais Bobnar refuse, affirmant que la tribu, maladroite, serait incapable de les capturer. Une armée dirigée par Lord Nooth, un gouverneur de l'âge du bronze, chasse la tribu de la vallée et l'oblige à se réfugier dans les terres volcaniques environnantes. Dug tente de les attaquer, mais tombe dans une charrette et est accidentellement emmené dans la cité de l'âge du bronze. Là, il est pris pour un joueur de football et, pour s'échapper, défie l'équipe locale d'élite de Nooth à un match avec la vallée comme enjeu, promettant que la tribu travaillera dans les mines de Nooth pour toujours en cas de défaite. Nooth accepte, voyant là une opportunité de profit.
Dug découvre que bien que ses ancêtres aient joué au football, les autres membres de sa tribu ne connaissent rien de ce sport. Ils sont poursuivis par un gigantesque canard qui détruit leur seul ballon. Plus tard dans la nuit, Dug et Hognob s'introduisent en secret dans la cité de l'âge du bronze pour voler d'autres ballons, mais sont découverts par Goona, qui s'entraîne en secret dans un stade vide. Frustrée d'être exclue de l'équipe locale parce qu'elle est une femme, elle les aide à voler des ballons et accepte d'entraîner les hommes des cavernes. Goona fait remarquer que les joueurs de l'équipe de Nooth sont talentueux mais trop égocentriques pour travailler efficacement en équipe. Grâce à son entraînement, les hommes des cavernes améliorent leur jeu et leur esprit d'équipe. La reine Oofeefa envoie un message à Nooth pour lui rappeler les conséquences si l'équipe des cavernes venait à gagner.
Pour démoraliser Dug, Nooth le conduit dans les mines et lui montre des peintures rupestres réalisées par les ancêtres de sa tribu qui, bien qu'ils aient inventé le jeu et appris à d'autres tribus à y jouer, n'ont jamais gagné un seul match et ont fini par abandonner le football.
Le jour du match, en présence d'Oofeefa, Dug annonce son abandon pour respecter l'accord qui épargne le reste de la tribu et accepte de prendre leur place dans les mines. Cependant, ses coéquipiers, remotivés, arrivent sur le dos du gigantesque canard désormais apprivoisé pour jouer le match. Les hommes des cavernes marquent un but rapidement, mais l'équipe locale prend l'avantage avec un score de 3-1. Lorsque les hommes des cavernes parviennent à égaliser, Nooth neutralise l'arbitre et prend sa place, manipulant les décisions en faveur de son équipe, ce qui conduit à l'élimination de Bobnar, qui jouait comme gardien de but.
Hognob prend sa place et bloque un penalty. Dug marque un but avec une reprise acrobatique, offrant la victoire à son équipe. Les hommes des cavernes récupèrent leur vallée avec le respect d'Oofeefa, de l'équipe locale et de la foule. Nooth tente de fuir avec l'argent des spectateurs, mais il est arrêté. Goona et l'équipe d'élite de Nooth se joignent à la tribu de Dug pour une chasse, mais sont effrayés par un lapin se faisant passer pour un mammouth laineux.

## Fiche technique
- Titre original anglophone : Early Man
- Titre original francophone : Cro Man
- Réalisation : Nick Park
- Scénario : Mark Burton et James Higginson d’après une histoire originale de Nick Park et Mark Burton
- Société de production : Aardman Animations et Studiocanal
- Distribution : StudioCanal (Royaume-Uni et France), Lionsgate (États-Unis)
- Budget : 50 000 000 $[3]
- Pays de production :  Royaume-Uni,  France
- Langue originale : anglais
- Genre : Animation, comédie
- Durée : 85 minutes
- Dates de sortie :
  - Royaume-Uni : 26 janvier 2018
  - France : 7 février 2018

## Distribution
- Eddie Redmayne (VF : Pierre Niney)[4] : Doug[5]
- Tom Hiddleston (VF : Stéphane Ronchewski) : Seigneur Nooth[6]
- Maisie Williams (VF : Kaycie Chase) : Goona[7]
- Timothy Spall (VF : Michel Dodane) : Chef Bobnar
- Richard Ayoade (VF : Jérémy Prévost) : Treebor
- Miriam Margolyes (VF : Martine Irzenski) : Reine Oofeefa
- Johnny Vegas (VF : Charles Pestel) : Asbo
- Rob Brydon (Guillaume Lebon, Hervé Mathoux et Philippe Crubézy) : la Mésange vocale et le duo de commentateurs sportifs Brian et Bryan
- Kayvan Novak (? et François Raison) : Dino et Jurgen